# Traian (Brăila)
Traian is een Roemeense gemeente in het district Brăila.
Traian telt 3636 inwoners.